# Micrargus nibeoventris
Micrargus nibeoventris là một loài nhện trong họ Linyphiidae.
Loài này thuộc chi Micrargus. Micrargus nibeoventris được miêu tả năm 1942 bởi Komatsu.